# Mrzygłód

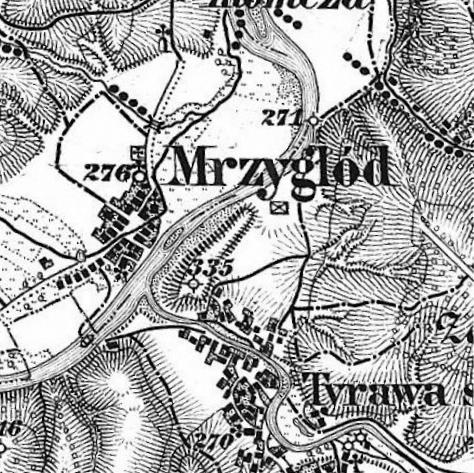
Mrzygloder Ansichten um 1887

Mrzygłód (lateinisch Tirafa Regalis) ist ein Dorf in der Landgemeinde Sanok, Powiat Sanocki, Woiwodschaft Karpatenvorland, im äußersten Südosten Polens.

## Geografie
Der Ort liegt bei Tyrawa Solna nördlich von Sanok, westlich von Tyrawa Wołoska, am San in den Waldkarpaten, umgeben vom Salzgebirge von Sanok und dem Dynower Vorgebirgsland. Er liegt in einem bewaldeten, hügeligen Gebiet an der Kreisstraße zwischen Sanok und Dobra. Die durchschnittliche Höhe über NN beträgt 300 m.
Sanok liegt etwa 16 Kilometer nordwestlich und Przemyśl 60 Kilometer östlich von Mrzygłód. Nachbardörfer sind Dębna im Süden  und Dobra im Norden. Nördlich des Dorfplatzes bei Mrzygłód  verläuft die Kreisstraße 2220R.

## Bildung und Forschung
In Mrzygłód gibt es eine Grundschule und eine Mittelschule (polnisch gimnazjum).

## Geschichte
Die erste urkundliche Erwähnung des Ortes Tirawa stammt aus dem Jahr 1424, als es zur Stadt nach Magdeburger Recht durch Jogaila erhoben wurde. Damals wurde mitten im Ort durch König Jogaila eine Kirche zu Ehren „der Sendung der Apostel“ gegründet. 1616 wurde sie schon als miasteczko Mrziglod (Der Ort, wo die Menschen verhungern)  bezeichnet.
Seit dem Mittelalter haben im Salzgebirge die Menschen Salinen-Salz hergestellt. Das Salz-Handelsprivileg beinhaltete den direkten Einkauf auf der Saline und den Verkauf auf nach und nach allen ruthenischen Märkten, es führte zum Reichtum der Stadt und ihrer Bürger.
In den folgenden Jahrhunderten entwickelte sich vor allem das Handwerk, speziell die Keramikproduktion.
1624 wurde das Städtchen von den Tataren zerstört.

## Kultur und Sehenswürdigkeiten
- St. Apostelpfarrkirche, erbaut Anfang des 15. Jahrhunderts

### Tourismus
Durch die Region führt  Wanderweg im beskidischen Karpatenvorland von Holzkirchen über Sanok zur Dorfkirche von Bączal Dolny und weiter nach Międzybrodzie–Mrzygłód–Ulucz–Dobra–Hołuczków zurück nach Sanok.
- Galizische Küche

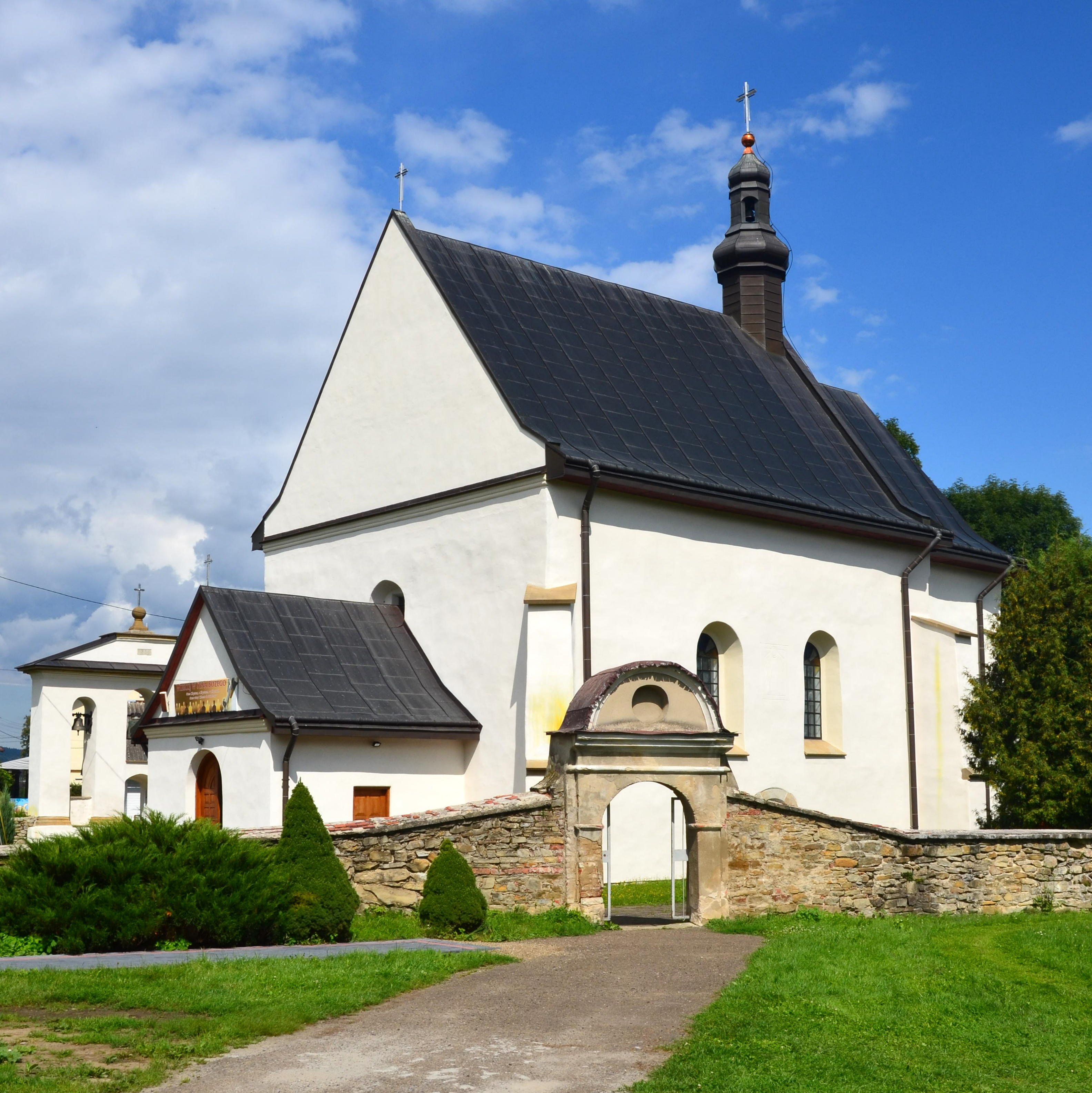
St. Apostelkirche von Mrzygłód (2014)
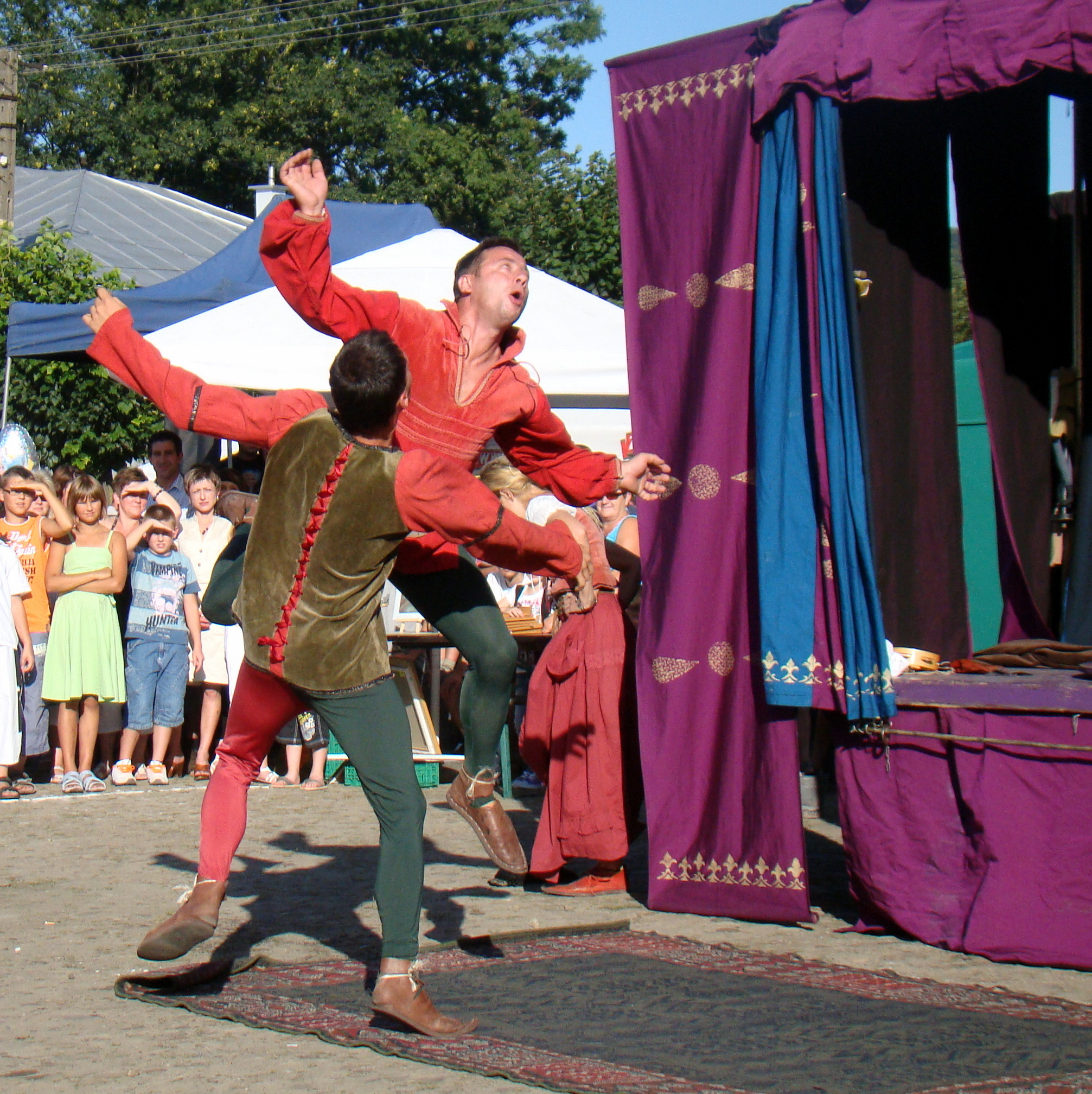
Die Nachstellung der Jogaila-Hochzeit von 1417 (2010)
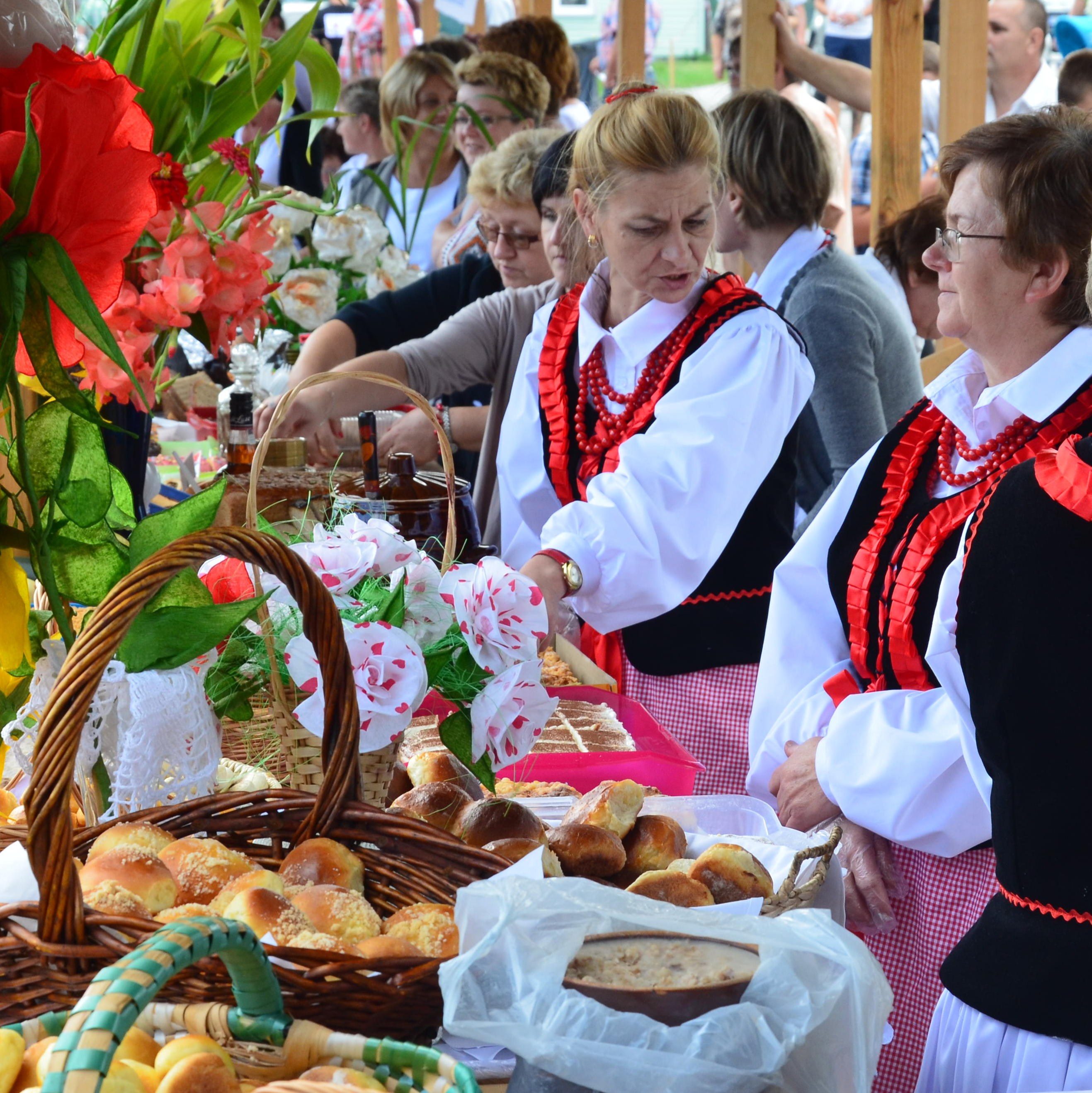
Jahrmarkt Mrzyglod (2014)